# Bluefield, West Virginia
Bluefield, West Virginia là một thành phố thuộc tiểu bang Tây Virginia, Hoa Kỳ.
Dân số là 10.447 người tại Cuộc Tổng điều tra Dân số Hoa Kỳ năm 2010 | Tổng điều tra dân số năm 2010 của Hoa Kỳ năm 2010. Đây là thành phố chính của khu vực tiểu đô thị WV - VA với dân số 107.342.

## Địa lý
Bluefield tọa lạc tại 37°15′44″B 81°13′7″T / 37,26222°B 81,21861°T (37.262219, -81.218674) ở dãy Appalachia ở Tây Virginia gần Bluefield, Virginia.
Theo Cục Thống kê Dân số Hoa Kỳ, thành phố có tổng diện tích là 8,86 dặm vuông (22,95 km2), tất cả đất đai.

## Dân số
Theo điều tra dân số năm 2010, thành phố có dân số 10.447 người, 4.643 hộ gia đình và 2.772 gia đình cư trú trong thành phố. Mật độ dân số là 1.179,1 người trên một dặm vuông (455,3 / km2). Có 5.457 căn hộ với mật độ trung bình là 615,9 mỗi dặm vuông (237,8 / km2). Thành phần chủng tộc của thành phố là 73,7% người da trắng, 23,0% người Mỹ gốc Phi, 0,3% người Mỹ bản địa, 0,5% người Châu Á, 0,2% từ các chủng tộc khác, và 2,3% từ hai chủng tộc trở lên. Người gốc Tây Ban Nha hoặc La tinh của bất kỳ chủng tộc nào là 0,9% dân số.
Có 4.643 hộ gia đình, trong đó 26,1% có trẻ em dưới 18 tuổi sống chung với họ, 38,6% là các cặp vợ chồng sống chung với nhau, 16,5% là nữ chủ hộ không có chồng, 4,6% có chủ hộ nam không có vợ; 40,3% không phải là gia đình. 35,0% số hộ gia đình bao gồm các cá nhân và 15,1% có người sống một mình khi đó đã 65 tuổi trở lên. Quy mô hộ trung bình là 2,21 và quy mô gia đình trung bình là 2,83.
Độ tuổi trung bình của thành phố là 43,1 năm. 20,8% cư dân dưới 18 tuổi; 9,2% ở độ tuổi từ 18 đến 24; 22,2% là từ 25 đến 44; 28,6% là từ 45 đến 64; Và 19,2% có độ tuổi từ 65 trở lên. Các trang điểm giới tính của thành phố là 46,8% nam và 53,2% nữ.